# 米内尔比奥
米内尔比奥是意大利艾米利亚-罗马涅大区博洛尼亚省的一个镇，距离大区首府博洛尼亚约15公里。